# Kappelberg (Rheinhessen)
Der Kappelberg ist mit 358 m ü. NHN der höchste Berg in Rheinhessen. Er liegt im Saar-Nahe-Bergland zwischen Offenheim und Oberwiesen im rheinland-pfälzischen Landkreis Alzey-Worms in Nachbarschaft zum Donnersbergkreis.
In alten Skizzen ist der Berg als Cappelberg bezeichnet, was vermutlich auf eine ehemalige Kapelle an dieser Stelle hindeutet.

## Geographie

### Lage
Der Kappelberg erhebt sich innerhalb des Nordpfälzer Berglands – nahe der Grenze zur Pfalz – im Gemeindegebiet von Offenheim. Der Gipfel des im Vorholzwald befindlichen Berges liegt 4 km südwestlich von Offenheim, 3,2 km nordwestlich von Morschheim, 1,8 km nordnordwestlich von Orbis, 1,9 km nordöstlich von Oberwiesen, 2,3 km südlich von Nieder-Wiesen und 2,6 km südwestlich von Bechenheim.
Westlich vorbei am Kappelberg fließt durch Oberwiesen und weiter nordnordöstlich durch Nieder-Wiesen der Wiesbach. Etwas südsüdöstlich des Berges entspringt bei Orbis die Selz.
Der dem Kappelberg liegt randlich im Landschaftsschutzgebiet Rheinhessische Schweiz, wird aber gemeinhin nicht zur namensgebenden Landschaft gezählt.
Südlich vorbei am Kappelberg verläuft zwischen Offenheim und Oberwiesen die Landesstraße 406, von der östlich des Berges die nordwärts nach Bechenheim führende L 407 abzweigt.

### Naturräumliche Zuordnung
Der Kappelberg gehört in der naturräumlichen Haupteinheitengruppe Saar-Nahe-Bergland (Nr. 19), in der Haupteinheit Nordpfälzer Bergland (193) und in der Untereinheit Donnersbergmassiv (193.4) zum Naturraum Bürgerwald (193.42). Die Landschaft fällt nach Norden in den zum Naturraum Wiesener Randhöhen (193.15) ab, der den Hauptteil der Rheinhessischen Schweiz bildet. Nach Osten leitet sie in den Naturraum Bolander Randhöhen (227.41) über, der in der Haupteinheitengruppe Nördliches Oberrheintiefland (22) und in der Haupteinheit Rheinhessisches Tafel- und Hügelland (227) zur Untereinheit Alzeyer Hügelland (227.4) gehört.

## Sonstiges
Etwa 10 m vom Gipfel entfernt befindet sich eine größere Steinhalde aus Basaltsteinen. Eine Interessengemeinschaft aus den beteiligten Ortsgemeinden hat sich im Mai 2008 gegründet und den höchsten Punkt Rheinhessens, der unter dicken Gestrüpp versteckt war, begehbar gemacht und ausgeschildert. Im März 2009 wurde ein Gipfelkreuz aufgestellt.